# Gévaudan-monstret
Gévaudan-monstret (La bête du Gévaudan på fransk) var en legendarisk ulvelignende skabning, der terroriserede provinsen Gévaudan (i dag Lozère) i det sydlige Frankrig omkring 1764-1767. Mange angreb rapporteredes, og 60 til 100 mennesker skulle have været dræbt. Man debaterer stadig monstrets sande identitet.
Hændelsen er et populært emne indenfor kryptozoologi og konspirationsteorier.

## Beskrivelse
Monstret beskrives som en ulvelignende skabning, men med samme størrelse som en ko, med en bred krop og lang hale. Hovedet lignede det som en greyhoundhund har, med små lige øre. Dertil havde det store tænder. Skabningen skulle have haft en rød pels, med besynderlige hvide render langs kroppen. Den eneste som overlevede et angreb, en ung pige, beskrev skabningen således: "Den var stor som en ko, med klør lige så store som menneskets hånd."

## Angrebene
Det første angreb, hvor skabningen desuden kunne beskrives, skete i maj/juni 1764. En pige fra Langogne arbejdede på en bondegård ved Forêt de Mercoire, da hun så et stort, ulvelignende dyr springe ud af skoven lige mod hende. Men bondegårdens tyre drev monstret fra gården.
Skabningen angrebsmetode var usædvanlig for et rovdyr, da den ofte angreb hovedet mens den ignorerede den øvrige krop, såsom ben og hals, som oftest angribes af sædvanlige rovdyr. Hovedet blev oftest knust eller afhugget. Skabningen virkede også kun interesseret i at angribe mennesker og ikke dyr på bondegårde; mange gange angreb den bonden, når han befandt sig på samme plads som sine dyr.
Der kom rapporter om at skabningen sås sammen med et andet lignende dyr, eller med sine unger; andre hævdede at man så skabningen sammen med et menneske.
Man tror at antallet af dræbte var 15 kvinder, 68 børn og 6 mænd (plus 30 skadede). At skabningen tilsyneladende foretrak at angribe kvinder og børn kan skyldes at disse var alene eller i par arbejdede ved siden af ladegården, hvilket kunne gøre dem til et let bytte. Mændene bar ofte forskellige ting som kunne anvendes som våben og de arbejdede også på markerne i større grupper.

## Jagten på monstret
Den 12 januar 1765 blev Jacques Portefaix og hans 6 venner angrebet af monstret. Det lykkedes at afværge dets angreb ved at de holdt sammen. Kong Ludvig XV blev interesseret i dette og belønnede dem med 300 livre. Kongen beordrede derefter professionelle ulvejægere, Jean-Charles-Marc-Antoine Vaumesle d'Enneval og hans søn Jean-François at finde og dræbe monstret.
De to jægere ankom til Clermont-Ferrand den 17. februar 1765 medbringende otte blodhunde, der var trænet til at jage ulve. I et antal måneder brugte de nætterne til at jage ulve, trods det at skabningen angreb om morgener og aftener. Dette skyldes at jægerne troede at ulve lå bag angrebene. Men monstret fortsatte sin færd og i juni 1765 erstattedes jægerne af François Antoine, det vil sige Antoine de Beauterne, kongens våbenbærer og den dygtigste jæger i Frankrig. Han ankom til Malzieu den 22. juni.
Den 21. september 1765 dræbte Antoine en stor grå ulv som var 80 cm høj, 1,7 meter i længde og som vejede 60 kilogram. Ulven kaldtes for Le Loup de Chazes efter den nærliggende Abbaye des Chazes.
Lokalbefolkningen anså at størrelsen var for stor for en ulv. Antoine sagde offentligt at "Vi deklarerer hermed denne rapport, at vi aldrig har set en ulv i denne størrelse. Vi anser derfor at dette kan være uhyret som skabte så mange uhyrligheder".
Ulven blev udstoppet som en souvenir og blev sendt til Versailles, hvor Antoine blev modtaget som en helt og han belønnedes med mange penge, land og titler.
Men den 2. december 1765 angreb monstret igen i la Besseyre Saint Mary, hvor det alvorligt skadede to børn. Mange andre angreb fandt sted.

### Jean Chastel
En lokal jæger, Jean Chastel, hyldedes for at have sat stop for monstret ved at dræbe det den 19. juni 1767 i Sogne d'Auvers.
Men der var en kontrovers angående Chastel. Han hævdede at han var en del af en større gruppe, der jagede monstret. Han havde sat sig ned og startet på at læse Bibelen og bede. Når Chastel bad så han at skabningen stirrede på ham. Han sluttede sin bøn og skød derefter skabningen. Skabningens opførsel var besynderlig, da den var kendt for at angribe uden advarsel. Visse anser at dette er bevis på at Chastel samarbejdede med skabningen eller at han til og med trænede den. Men han kan have fundet på historien.

## Forklaringer
Mange forsøgte at forklare, hvad som foregik da monstret påbegyndte terroren. Den var alt fra ulve og loup-garou (varulv), till at være Guds straf eller et monster skabt af en troldmand.
Andre teorier hævder at det handlede om en kæmpeulv, en relativ større og udryddet slægtning til ulven; mens en andre teori gå ud på at monstret var et eksotisk dyr, såsom en hyæne, der var blevet fragtet til Frankrig og senere slap ud i naturen.
En anden forklaring er at monstret var en slags hund, som af sin sadistiske ejer, der kan have varet en af Chastels slægt, trænedes til at angribe mennesker.

## Populærkultur
- Robert Louis Stevenson rejste gennem regionen omkring 1878 og beskrev legenden i bogen Travels with a Donkey in the Cévennes.
- Skrækforfatteren Clark Ashton Smith inspireredes af legenden og skrev dermed The Beast of Averoigne samt andre historier som udspillede sig i provinsen Auvergne.
- Filmen Brotherhood of the Wolf (2001) er baseret på legenden. Derimod er monstret i filmen et atlasløve som bær en rustning hvilket får den at se skræmmende ud.
- En mer precis film, baseret på legenden, er den franske TV-film La bête du Gévaudan (2003).
- En episode i TV-serien Animal-X baseredes på legenden.
- Bogen Rouge Agent: Destiny tager inspiration fra legenden.
- Sæson 5 i den populære serie Teen Wolf er baseret på legenden